# Fužina, Ivančna Gorica
Fužina este o localitate din comuna Ivančna Gorica, Slovenia, cu o populație de 144 de locuitori.